# Кјавена Рокета (Пјаченца)
Кјавена Рокета је насеље у Италији у округу Пјаченца, региону Емилија-Ромања.
Према процени из 2011. у насељу је живело 27 становника. Насеље се налази на надморској висини од 185 м.